# Nafissatou Niang Diallo
Nafissatou Niang Diallo (Dakar, 11 de marzo de 1941-1982) fue una escritora y enfermera senegalesa.

## Biografía
Nafissatou creció en una familia wolofóna en Dakar y estudió en colegios francófonos y una escuela coránica. Estudió más tarde en el Institut de puériculture de Toulouse y se casó en 1961 con Mambaye Diallo con quien tuvo seis hijos. Más tarde trabajó como enfermera infantil y comadrona.
Sus trabajos versan sobre los roles de la mujer en la sociedad.

## Obra
- 1975, De Tilène au Plateau: Une enfance dakaroise. Les Nouvelles Editions Africaines, Dakar.
- 1980, Le Fort maudit. Hatier, París.
- 1981, Awa la petite marchande. Les Nouvelles Editions Africaines, Dakar; EDICEF, París.
- 1987, La Princesse de Tiali. Les Nouvelles Editions Africaines, Dakar.